# Ranco
Ranco é uma comuna italiana da região da Lombardia, província de Varese, com cerca de 1.108 habitantes. Estende-se por uma área de 6 km², tendo uma densidade populacional de 185 hab/km². Faz fronteira com Angera, Ispra, Lesa (NO), Meina (NO).

## Demografia
| Variação demográfica do município entre 1861 e 2011                               |
|                                                                                   |
| Fonte: Istituto Nazionale di Statistica (ISTAT) - Elaboração gráfica da Wikipedia |